# Mallada maculithorax
Mallada maculithorax is een insect uit de familie van de gaasvliegen (Chrysopidae), die tot de orde netvleugeligen (Neuroptera) behoort. 
Mallada maculithorax is voor het eerst wetenschappelijk beschreven door Kimmins in 1936.